# L'Aiguillon-sur-Mer

L'Aiguillon-sur-Mer este o comună în departamentul Vendée, Franța. În 2009 avea o populație de 2,310 de locuitori.